# وانگ شیشوان
وانگ شیشوان (انگلیسی: Wang Shixuan; ۲۰ مارس ۱۹۱۲ – ۱۱ نوامبر ۱۹۸۳) بازیکن بسکتبال اهل چین بود. وی در بازی‌های المپیک تابستانی ۱۹۳۶ شرکت کرده‌است.